# 흥원 (연호)
흥원(興元, 784년)은 당나라(唐) 덕종(德宗) 이괄(李适)의 두번째 연호이다. 1년 동안 사용하였다.

## 개원
- 건중(建中) 5년 1월 1일[1](784년 1월 27일)에 연호를 흥원(興元)으로 개원함.[2][3][4][5]

- 흥원(興元) 2년 1월 1일[6](785년 2월 14일)에 연호를 정원(貞元)으로 개원함.[2][3][7][5]

## 연대 대조표
| 흥원       | 원년       |
| 서기(西紀) | 784년      |
| 간지(干支) | 갑자(甲子) |

## 동시대 연호

### 한국
발해(渤海)
- 대흥(大興) (737년 ~ 793년)

### 중국
남조(南詔)
- 상원(上元) (784년 ~ 808년)

기타
- 주자(朱泚) 천황(天皇) (784년)
- 이희열(李希烈) 무성(武成) (784년 ~ 786년)

### 일본
- 엔랴쿠(延曆) (782년 ~ 806년)

## 같이 보기
- 중국의 연호 목록